# Jiří Bursa
Jiří Bursa (16. února 1942 Praha – 6. července 1975 Nové Mesto nad Váhom) byl český silniční motocyklový závodník, člen širší reprezentace Československa. Jeho syn Michal byl také motocyklový závodník.

## Závodní kariéra
V mistrovství Československa startoval v letech 1969–1975 ve třídách do 250 a 350 cm³. Nejlépe se umístil v roce 1971, kdy skončil celkově na 7. místě ve třídě do 250 cm³. V jednotlivém závodě mistrovství republiky skončil nejlépe na 3. místě ve třídě do 350 cm³ v roce 1969 ve Velkém Meziříčí. Tragicky havaroval na okruhu v Novém Meste nad Váhom, když během závodu praskla na jeho Yamaze v rychlé sekci táhlých zatáček zadní pneumatika.

## Úspěchy
- Mistrovství Československa silničních motocyklů
  - 1969 do 350 cm³ – 9. místo
  - 1970 do 250 cm³ – 8. místo
  - 1970 do 350 cm³ – 12. místo
  - 1971 do 250 cm³ – 7. místo
  - 1971 do 350 cm³ – 14. místo
  - 1972 do 250 cm³ – 21. místo
  - 1972 do 350 cm³ – 13. místo
  - 1973 do 250 cm³ – 27. místo
  - 1973 do 350 cm³ – nebodoval
  - 1974 do 350 cm³ – 10. místo
  - 1975 do 350 cm³ – 21. místo